# HMS Anthony (H40)
HMS Anthony (H40) là một tàu khu trục lớp A của Hải quân Hoàng gia Anh Quốc. Nó đã phục vụ trong Chiến tranh Thế giới thứ hai cho đến khi cuộc xung đột kết thúc và bị tháo dỡ vào năm 1948.

## Thiết kế và chế tạo
Anthony được đặt hàng vào ngày 6 tháng 3 năm 1928 tại xưởng tàu của hãng Scotts Shipbuilding and Engineering Company ở Greenock, Scotland trong khuôn khổ Kế hoạch Hải quân 1927. Nó được đặt lườn vào ngày 30 tháng 7 năm 1928, được hạ thủy vào ngày 24 tháng 4 năm 1929 và đưa ra hoạt động vào ngày 14 tháng 2 năm 1930.

## Lịch sử hoạt động
Anthony được bố trí cùng với Chi hạm đội Khu trục 18 tại Portland khi Chiến tranh Thế giới thứ hai nổ ra, và đã hoạt động tại vùng eo biển Anh Quốc và khu vực Tiếp cận phía Tây. Đến tháng 11 Anthony được điều sang Chi hạm đội Khu trục 23 hoạt động tại vùng bờ biển phía Đông. Vào tháng 1 năm 1940 nó cùng với các tàu chị em HMS Achates và HMS Arrow hộ tống thiết giáp hạm HMS Royal Sovereign một phần trong chặng đường đi đến Halifax. Anthony được chuyển đến Portsmouth vào tháng 3 để gia nhập Chi hạm đội Khu trục 16, rồi đến tháng 5 đã tham gia vào cuộc triệt thoái Dunkirk. Nó đã giúp di tản khoảng 3.000 người, nhưng đến ngày 30 tháng 5 chiếc tàu khu trục chịu đựng một số hư hại trong một cuộc không kích và phải ở lại cảng để sửa chữa. Anthony gia nhập trở lại chi hạm đội vào tháng 6, giờ đây đặt căn cứ tại Harwich. Được phân về Hạm đội Nhà, nó thi hành các nhiệm vụ hộ tống đoàn tàu vận tải và chống tàu ngầm, rồi chuyển sang Chi hạm đội Khu trục 12 tại Greenock vào tháng 9. Vào ngày 27 tháng 9 nó đã cứu vớt nhiều người sống sót từ chiếc City of Benares bị đắm do trúng ngư lôi.
Đến tháng 11 Anthony hoạt động cùng với Đội hộ tống 4 tại khu vực Tiếp cận phía Tây. Vào tháng 2 năm 1941 nó bị hư hại bởi một cuộc không kích nhắm vào tàu bè trên sông Clyde, nhưng đã quay lại phục vụ cùng Chi hạm đội Khu trục 3 trong tháng sau. Nó trải qua những tháng tiếp theo hộ tống các con tàu tham gia rải mìn, và vào ngày 23 tháng 5 đã hình thành nên lực lượng hộ tống cho tàu chiến-tuần dương HMS Hood và thiết giáp hạm HMS Prince of Wales khi chúng truy tìm thiết giáp hạm Đức Bismarck. Nó được cho tách ra để tiếp nhiên liệu tại Iceland vào ngày 24 tháng 5, nên đã lỡ mất Trận chiến eo biển Đan Mạch nơi chiếc Hood bị đánh chìm, nhưng sau đó đã gia nhập trở lại cùng Prince of Wales. Các nhiệm vụ hộ tống nối tiếp theo, bao gồm các hoạt động ngoài khơi bờ biển Na Uy trong tháng 7 và tháng 8, kể cả tham gia vào Chiến dịch Gauntlet, cuộc bắn phá Spitsbergen vào ngày 19 tháng 8.
Đến ngày 29 tháng 8, Anthony hình thành nên lực lượng hộ tống cho đoàn tàu vận tải PQ1 đi đến Nga, và cũng bảo vệ cho chuyến quay trở về QP1 cùng với RFA Black Ranger. Sau khi được tái trang bị tại Humber, nó chuyển đến Gibraltar vào tháng 1 năm 1942, hộ tống các đoàn tàu vận tải đi lại giữa Clyde và Gibralta cũng như bảo vệ các tàu chiến chuyển giao máy bay tiêm kích Supermarine Spitfire đến Malta đang bị bao vây. Đến cuối tháng 3, nó được chọn gia nhập Lực lượng H để hỗ trợ cho Chiến dịch Ironclad nhằm chiếm Diego Suarez thuộc Madagascar.
Vào thời khắc quyết định trong chiến dịch Ironclad, lực lượng đổ bộ chính bị cầm chân phía Tây Diego Suarez do sự kháng cự mạnh bất ngờ của phe Vichy Pháp. Bế tắc được giải tỏa khi Đô đốc Edward Neville Syfret phái Anthony xông thẳng qua hàng rào phòng thủ cảng Diego Suarez để đổ bộ 50 lính Thủy binh Hoàng gia vào giữa hậu tuyến của phe Vichy, gây ra sự rối loạn và phá vỡ hệ thống phòng thủ. Diego Suarez đầu hàng vào ngày 7 tháng 5.
Chiến dịch hoàn tất thành công vào tháng 5, và sau đó Anthony tiếp tục ở lại khu vực Địa Trung Hải. Đến tháng 9 nó hộ tống thiết giáp hạm Royal Sovereign đi sang Hoa Kỳ, rồi quay trở về vùng biển châu Âu vào tháng 10 trong thành phần hộ tống cho đoàn tàu vận tải chuyển binh lính tham gia Chiến dịch Torch. Anthony được tái trang bị vào cuối năm 1942, rồi được bố trí cùng Chi hạm đội Khu trục 13 vào đầu năm 1943, trải qua nữa đầu năm hộ tống các đoàn tàu vận tải chuyển quân dọc bờ biển Tây Phi và Tây Địa Trung Hải. Nó hỗ trợ cho chiến dịch đổ bộ lên Sicilia trong tháng 7, rồi trải qua phần còn lại của năm hộ tống các đoàn tàu vận tải tại Địa Trung Hải. Vào ngày 24 tháng 2 năm 1944, nó cùng với HMS Wishart và máy bay của Liên đội 202 Không quân Hoàng gia và của Hải quân Mỹ đã đánh chìm tàu ngầm Đức U-761 về phía Tây Gibralta. Anthony quay trở về Anh vào tháng 9, hộ tống các đoàn tàu vận tải tại khu vực Tiếp cận phía Tây và eo biển Anh Quốc. Vào ngày 24 tháng 12, nó cùng với tàu khu trục HMS Brilliant hộ tống cho chiếc tàu chở quân Leopoldville khi chiếc này bị tàu ngầm U-486 phóng ngư lôi đánh chìm với tổn thất nhân mạng nặng nề.
Vào đầu năm 1945, Anthony được cải biến thành một tàu mục tiêu dành cho không lực nhằm huấn luyện các phi công mới nhận diện tàu chiến và phương pháp tấn công. Nó chu toàn nhiệm vụ này cho đến khi chiến tranh kết thúc, cho đến tháng 1 năm 1946.

## Sau chiến tranh – Loại bỏ
Anthony được đưa về lực lượng dự bị vào ngày 27 tháng 3 năm 1946, và chuẩn bị để loại bỏ. Tuy nhiên, nó được huy động trở lại vào tháng 9, sử dụng trong thử nghiệm kiểm soát hư hỏng cho đến tháng 2 năm 1948. Nó bị bán để tháo dỡ vào ngày 21 tháng 2, và được kéo đến xưởng tháo dỡ của hãng British Steel tại Troon, Ayrshire vào tháng 5 năm 1948.